# Kalijiwka
Kalijiwka (ukr. Каліївка) – wieś na Ukrainie, w obwodzie sumskim, w rejonie szostkińskim, w hromadzie Szostka. W 2001 liczyła 315 mieszkańców.